# Filip Zubčić
Filip Zubčić, född 27 januari 1993 i Zagreb i Kroatien, är en kroatisk alpin skidåkare.